# Двараваті
Двараваті (тай. อาณาจักร ทวาร วดี) — буддійська держава монів, що існувала в IV-XI століттях на території сучасного Таїланду.

## Назва
Назва держави, яка може бути переведене як «багатовратна», походить від знайдених монет, на яких на санскриті було написано «śrī dvāravatī» («Шрі з багатьма воротами»). Також назва «Двараваті» зустрічається у Магабгараті.

## Історія
Спочатку держава виникла на початку нашої ери на західному березі Менама. Першою столицею, імовірно, був Утхонг. Піднесення Бапнома призвело до завоювання останньою басейну Менама. Після розпаду Бапному в VI ст. Двараваті не тільки здобула незалежність, але і розширив свою територію на східний берег Менами. Пізніше були завойовані території в центральній частині Малайського півострова. Близько 675 року н. е. почалося будівництво нової столиці Накхон Патхома, в той час колишнього приморського міста.
Перші історичні спогади містяться у китайських хроніках, що визначають цю країну як основну політичну організацію до VIII ст. на території сучасного центрального Таїланду. Існує запис про посольство з країни «Духелуободі» до китайського імператора Тайцзун з проханням дати хороших коней. Китайський буддистський пілігрим Сюаньцзан описував свою подорож до Індії (629—645 рр.) описував Двараваті як країну на схід від Шрі Ксетра, «перед» Ісанапура і Махарачампа (Чампа).
У другій половині VIII століття почався занепад Двараваті. Під тиском індонезійської імперії Шривіджая були втрачені володіння на Малакському півострові. Столиця переноситься подалі від моря в Лавапуру (сучасний Лопбурі). Саму країну все частіше починають за назвою нової столиці називати Лаво, або Раманнадеса.
Країна грузне в тривалих і безперспективних війнах з північним сусідом Харіпунчаєю. Близько тисячного року настає розв'язка. Під час чергової війни залишилася без захисту столицю Двараваті захоплює Суджітто, правитель Тамбралінги, держави на Малакському півострові. Через два роки син Суджітто Сурьяварман був проголошений царем Камбоджі. Двараваті увійшло до складу кхмерської імперії Камбуджадеша.
В XII столітті монам двічі вдалося скористатися тимчасовим ослабленням Камбоджі і відновити свою незалежність. Але обидва рази через нетривалий час царям Камбоджі вдавалося знову підпорядкувати монів своїй влади. У XIII ст. правитель тайської держави Сукхотхай Рама Камхенг відновив державу монів Лаво на лівому березі Менами, як васала  Сукхотхай. Але в 1299 році вона була скасована. Історія монської державності на території Таїланду закінчилася. Самі мони були повністю асимільовані тайцями.

## Адміністративний поділ
Країною керував один правитель — король Двараваті. На срібних медальйонах, знайдених у Накхон Патхомі у 1943 році — з одного боку були зображені корова і теля, або ваза, з іншої напис на санскриті — «похвальна справа правителя Двараваті».
Держава була децентралізованою, були відсутні єдина зрошувальна система, загальна скарбниця і сховище рису, державний контроль над землею. Столиця ймовірно була у місті Накхон Патхом підпорядковувалися автономні міста і їхні правителі (діва і деви). Вона мала власне майно, була центром культу. Сусідні міста-держави, що продукували ту саму культуру що і столиця, не зберегли свої назви. На сьогодні визначені руїни великих міст у районах У Тхон та Пхон Туек провінції Канчанабурі, район Кампхаєнг Саєн у провінції Накхон Патхом, район Кху Буа у провінції Ратчабурі. Влада центру досягала до Сі Тхепа та Сі Махосота на сході, Пху Бо чи Муанг Фа Даед на півночі, Кхон Сі Тхаммарат — на півдні. Проте мало ймовірно, що вона була ефективною на такій відстані. Проте спільні риси викопних артефактів свідчать, що ці регіони буди дуже близькі до центру. Природа взаємодії між цими обширними територіями не зовсім зрозуміла, однак свідчить про інтенсивні торгові відносини.
На місцевому рівні зберігалися свої органи влади, в тому числі судові збори. У столиці ж царю допомагали радники, мався штат переписувачів.

## Суспільство і релігія

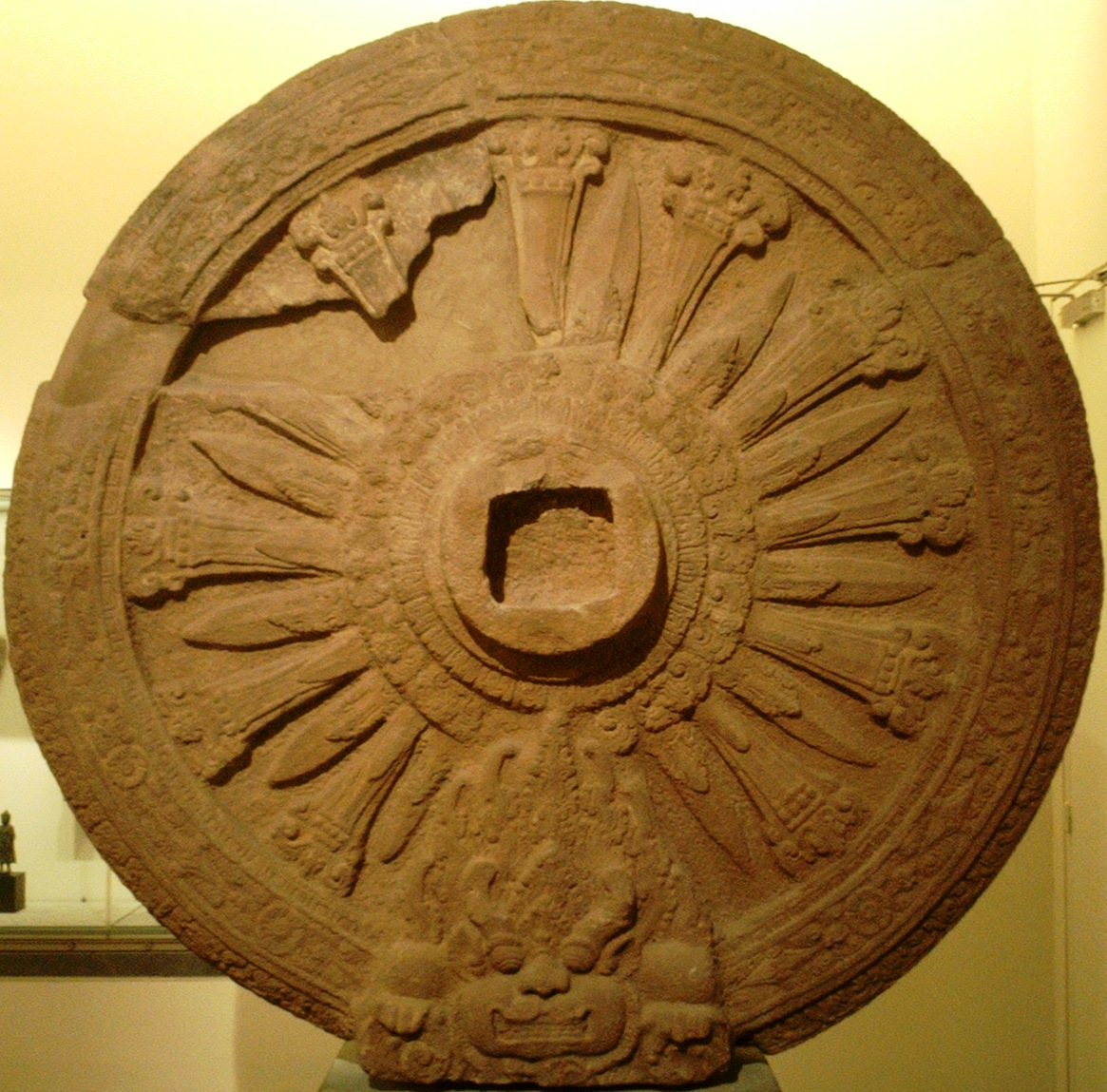
Дхармачакра. VIII століття

На відміну від своїх сусідів (переважно індуїстської держави кхмерів (Ченла) та Шривіджаї, де панував складний культ девараджі («бога-царя»)), панівною релігією тут був буддизм, правда, з архаїчним субстратом.
Населення держави зростало за рахунок прийшлих, що не ставали рівноправними землеробському населенню громад, а складали особливий залежний прошарок. Були також раби. Царський рід і аристократія мали ряд привілеїв (на носіння золотих прикрас, одягу з шовку, кінного виїзду, використання слонів).

## Культура
Археологічні знахідки яскраво свідчать про залежність культури Двараваті з попередніми періодами. Перші характерні знахідки артефактів (кераміка, стели) датуються IV ст. Науковець Ян Гловер називає цей період «Раннім Двараваті», хоча чи існувала на той час така країна невідомо.